# Dumingag
Dumingag è una municipalità di terza classe delle Filippine, situata nella Provincia di Zamboanga del Sur, nella regione della Penisola di Zamboanga.
Dumingag è formata da 44 baranggay:
- Bag-ong Valencia
- Bagong Kauswagan
- Bagong Silang
- Bucayan
- Calumanggi
- Canibongan
- Caridad
- Danlugan
- Dapiwak
- Datu Totocan
- Dilud
- Ditulan
- Dulian
- Dulop
- Guintananan

- Guitran
- Gumpingan
- La Fortuna
- Labangon
- Libertad
- Licabang
- Lipawan
- Lower Landing
- Lower Timonan
- Macasing
- Mahayahay
- Malagalad
- Manlabay
- Maralag
- Marangan

- New Basak
- Saad
- Salvador
- San Juan
- San Pablo (Pob.)
- San Pedro (Pob.)
- San Vicente
- Senote
- Sinonok
- Sunop
- Tagun
- Tamurayan
- Upper Landing
- Upper Timonan